# Епархия Сонсон-Рионегро

Герб епархии Сонсон-Рионегро

Епархия Сонсон-Рионегро (лат. Dioecesis Sonsonensis-Rivi Nigri) — епархия Римско-Католической церкви с центром в городе Сонсон. Епархия Сонсон-Рионегро входит в митрополию Медельина. Кафедральным собором епархии Сонсон-Рионегро является церковь святого Николая. В городе Рионегро находится сокафедральный собор святого Николая.

## История
18 марта 1957 года Римский папа Пий XII издал буллу «In apostolici muneris», которой учредил епархию Сонсона, выделив её из архиепархии Медельина.
20 апреля 1968 года Римский папа Павел VI издал буллу «Quamquam Apostoli», которой переименовал епархию Сонсона в епархию Сонсон-Рионегро. .

## Ординарии архиепархии
- епископ Alberto Uribe Urdaneta (18.03.1957 — 13.07.1960) — назначен епископом Кали;
- епископ Alfredo Rubio Díaz (12.02.1961 — 27.03.1968) — назначен архиепископом Нуэва-Памплоны;
- епископ Alfonso Uribe Jaramillo (6.04.1968 — 15.07.1993);
- епископ Flavio Calle Zapata (16.02.1993 — 10.01.2003) — назначен архиепископом Ибаге;
- епископ Рикардо Антонио Тобон Рестрепо (25.04.2003 — 16.02.2010) — назначен архиепископом Медельина;
- епископ Фидель Леон Кадавид Марин (2.02.2011 — по настоящее время).

## Источник
- Annuario Pontificio, Libreria Editrice Vaticana, Città del Vaticano, 2003, ISBN 88-209-7422-3
- Булла In apostolici muneris, AAS 49 (1957), стр. 715  (лат.)
- Булла Quamquam Apostoli  (лат.)